# Hamlet (film din 1964)
Hamlet (titlul original: în rusă Гамлет, transliterat: Gamlet) este un film dramatic sovietic, realizat în 1964 de regizorii Grigori Kozințev și Iosif Șapiro, după tragedia omonimă a dramaturgului William Shakespeare, protagoniști fiind actorii Innokenti Smoktunovski, Mihail Nazvanov, Elza Radzinia și Iuri Tolubeev. 

## Conținut
Când regele Danemarcei moare brusc, fiul său prințul moștenitor Hamlet, se întoarce acasă pentru a descoperi că unchiul său Claudius a uzurpat tronul și s-a căsătorit cu mama sa recent văduvă. 
Într-o noapte, Hamlet este vizitat de fantoma tatălui său care îi poruncește să răzbune crima făcută de Claudius...

## Distribuție

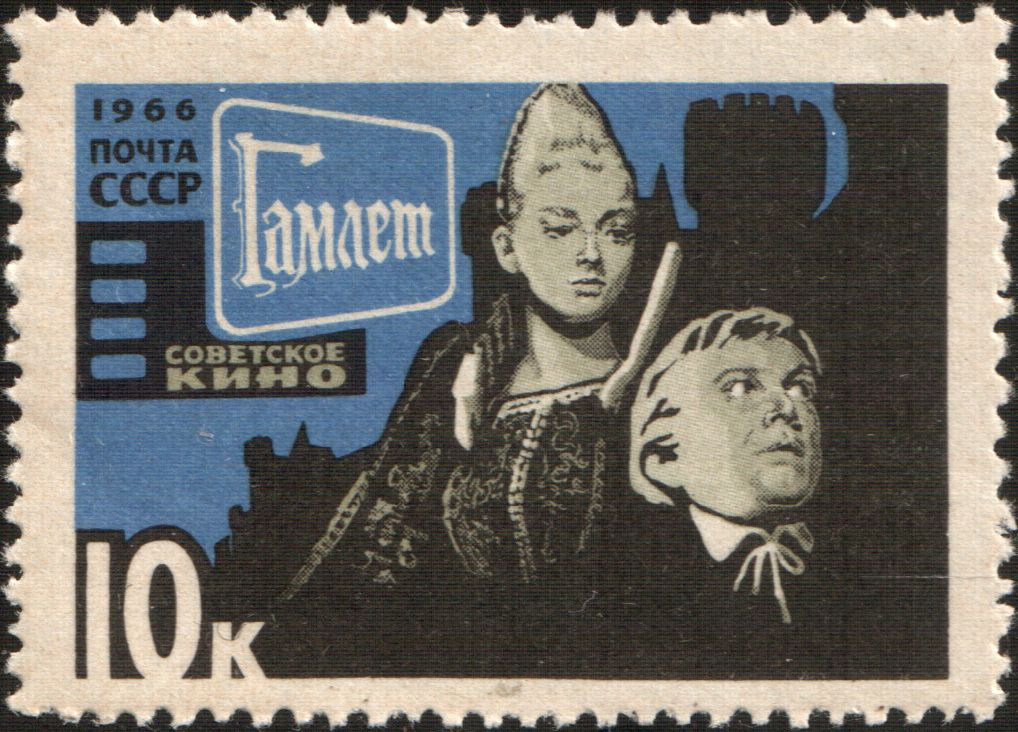
Timbru poștal din 1966 cu personajele din film interpretate de Anastasia Vertinskaia și Innokenti Smoktunovski

- Innokenti Smoktunovski – Hamlet, prinț al Danemarcei
- Mihail Nazvanov – regele Claudius
- Elza Radzinia – regina Gertruda
- Iuri Tolubeev – Polonius
- Anastasia Vertinskaia – Оfelia, fiica lui Polonius
- Vladimir Erenberg – Horațio, prietenul lui Hamlet
- Stepan Oleksenko – Laertes, fiul lui Polonius
- Vadim Medvedev – Guildenstern
- Igor Dmitriev – Rosencrantz
- Viktor Kolpakov – groparul
- Aleksandr Cekaevski – primul actor (rol vorbit de Grigori Gai)
- Reino Aren – al doilea actor
- Iuri Berkun – al treilea actor
- Ants Lauter – preotul
- Boris Iliasov – Marcellus
- Paul Kilgas – cameo
- Aadu Krevald – Fortinbras, regele Norvegiei
- Nikolai Kuzmin – garda de corp a regelui
- Bronislav Moreno – cameo
- Andrei Polov – cameo
- Fiodor Feodorovski – cameo
- Vitali Șcennikov – fantoma tatălui lui Hamlet (rol vorbit de Grigori Gai)

Roluri nemenționate în generic:
- Vladimir Volcik – ofițerul din garda regelui
- Nikolai Vașcilin – gardă
- Maria Kapnist – cameo
- Tatiana Opengheim – cameo
- Kiril Cernoziomov – cameo
- Igor Andronnikov – gardă
- Anatoli Șvederski – ambasadorul francez

## Lansare
A fost lansat în anul 1964 și a avut parte de mare succes comercial, fiind vizionat de 20,9 milioane de spectatori în cinematografele din Uniunea Sovietică.

## Premii și nominalizări
- 1964: Primul Festival Unional de Film (Leningrad) – Premiul special al juriului
- 1964: Premiul Cel mai bun film al anului și Cel mai bun actor al anului acordate de revista „Sovetski ekran”, ultimul lui Innokenti Smoktounovski;
- 1964: Festivalul de Film de la Veneția, Premiul special al juriului regizorului Grigori Kozințev;
- 1964: Nominalizare la Premiul Leul de Aur pentru Grigori Kozințev;
- 1965: Premiul Lenin pentru Grigori Kozințev și Innokenti Smoktounovski;
- 1966: Premiul Oficiului Național al filmului, „Lama de argint” la Festivalul Internațional de Film din Lima.
- 1966: Premiul „Femina” (Belgia)
- 1966: Nominalizare la Premiile BAFTA la categoria Cel mai bun film lui Grigori Kozințev și Cel mai bun actor (Innokenti Smoktounovski);
- 1966: Nominalizare la Premiile Globul de Aur categoria Cel mai bun film într-o limbă străină;